# Amy Atwell
Pour les articles homonymes, voir Atwell.
Amy Atwell est une joueuse australienne de basket-ball née le 30 juin 1998 à Perth, en Australie-Occidentale. Elle a remporté avec l'équipe d'Australie la médaille de bronze du tournoi féminin aux Jeux olympiques d'été de 2024, organisés à Paris.